# Кириллов, Владимир Петрович
Влади́мир Петро́вич Кири́ллов (род. 12 марта 1955, Подольск, Московская область) — советский и российский артист балета, балетмейстер и педагог. Народный артист РСФСР (1990).

## Биография
Владимир Петрович Кириллов родился 12 марта 1955 года в Подольске Московской области. В 1973 году окончил Московское хореографическое училище (педагог Л. Т. Жданов).
С 1973 года выступал в Московском театре им. Станиславского и Немировича-Данченко. Представитель московской балетной школы. В его танце сочеталась академичность классического танцовщика и роскошь актёрского таланта, блистательной и яркой актёрской игры. Снимался в телеэкранизациях балетов «Браво, Фигаро!» (1987), «Ковбои» (1990).
С 2002 года — художественный руководитель балетной труппы, затем — главный балетмейстер Московского государственного академического детского музыкального театра имени Н. И. Сац. Осуществил постановки многих балетов.

## Семья
- Жена — артистка балета Наталия Ледовская (род. 1968), прима балетной труппы МАМТ, народная артистка России.

## Награды и премии
- 3-й приз Всесоюзного (1980, Москва) и Международных конкурсов (Варна, 1980; Москва, 1981).
- Заслуженный артист РСФСР (12.01.1984).
- Народный артист РСФСР (23.02.1990).

## Творчество

### Партии в балетах

#### Первый исполнитель
- 1974 — «Байка про Лису, Петуха, Кота да Барана» И. Ф. Стравинского, балетмейстер В. Ф. Иващенко — Лиса
- 1976 — «Мечтатели» Д. Д. Шостаковича, балетмейстер Н. И. Рыженко и В. В. Смирнов-Голованов — Павел
- 1980 — «Юношеская симфония» В. А. Моцарта, балетмейстер Т. Шиллинг — Юноша
- 1980 — «Легенда о Жанне д'Арк» Н. И. Пейко, балетм. К. М. Сергеев — Лионель
- 1980 — «Бумеранг» Дж. Маклафлина и группы «Махавишну», балетм. Б. Я. Эйфман — Мэкки-Нож
- 1983 — «Антоний и Клеопатра» С. С. Прокофьева балетм. С. В. Воскресенская — Антоний
- 1983 — «Конёк-Горбунок» Р. К. Щедрина — Иванушка
- 1985 — «Браво, Фигаро!» Дж. Россини, пост. Д. А. Брянцева — Дон Базилио
- 1985 — «Оптимистическая трагедия» М. Б. Броннера, пост. Д. А. Брянцева — Алексей
- 1988 — «Ковбои» Дж. Гершвина, пост. Д. А. Брянцева — молодой ковбой
- 1988 — «Лебединая песня» Э. Шоссона — солист
- 1990 — «Одинокий голос человека» на музыку  А. Вивальди, Н. Паганини, О. Китаро, пост. Д. А. Брянцева — Человек
- 1994 — «Отелло» А. Д. Мачавариани, балетм. Д. А. Брянцев — Отелло

#### Прочие партии
- «Вальпургиева ночь» из оперы Ш. Гуно «Фауст» — Вакх
- «Жизель» А. Ш. Адана — Альберт
- «Лебединое озеро» П. И. Чайковского — Зигфрид
- «Корсар» А. Ш. Адана — Конрад
- «Укрощение строптивой» Броннера — Петруччо
- «Дон Кихот» Людвига Минкуса — Базиль
- «Ромео и Джульетта» С. С. Прокофьева — Ромео
- «Снегурочка» П. И. Чайковского — Мизгирь
- «Эсмеральда» Ч. Пуньи — Феб
- «Франческа да Римини» на музыку П. И. Чайковского — Джотто
- «Шакунтала» С. А. Баласаняна — Душианта
- «Пахита» — солист

### Постановщик
- «Щелкунчик» П. И. Чайковского
- «Лебединое озеро» П. И. Чайковского
- «Снегурочка» В. Подгорецкого
- «Чиполлино» Карена Хачатуряна
- «Золушка» Сергея Прокофьева